# Shahrestān di Khondab
Lo shahrestān di Khondab o Khandab (farsi شهرستان خنداب) è uno dei 12 shahrestān della provincia di Markazi, il capoluogo è Khondab.